# Медаль «За содружество во имя спасения»
Меда́ль «За содру́жество во и́мя спасе́ния» — ведомственная медаль МЧС России, учреждённая приказом Министерства Российской Федерации по делам гражданской обороны, чрезвычайным ситуациям и ликвидации последствий стихийных бедствий № 551 от 18 июля 2005 года (переучреждена приказом № 620 от 6 декабря 2010 года).

## Правила награждения
Согласно Положению, медалью «За содружество во имя спасения» награждается личный состав МЧС России, другие граждане за заслуги в укреплении содружества во имя спасения, многолетнюю и плодотворную деятельность в области гражданской обороны, защиты населения и территорий от чрезвычайных ситуаций природного и техногенного характера, обеспечения пожарной безопасности и безопасности людей на водных объектах, оказания существенной помощи МЧС России в реализации поставленных целей и задач.

## Описание медали
Медаль МЧС России «За содружество во имя спасения» представляет собой круг золотистого цвета диаметром 32 мм с выпуклым бортиком с обеих сторон.
На лицевой стороне в центре — изображение рукопожатия, обрамленное двумя оливковыми ветвями золотистого цвета. Над рукопожатием — контур земного шара, в центре которого расположена малая эмблема МЧС России («Звезда надежды»).
На оборотной стороне — в четыре ряда надпись «ЗА СОДРУЖЕСТВО ВО ИМЯ СПАСЕНИЯ». Слева от надписи — изображение лавровой ветви.
Все изображения и надписи выполнены рельефно.
Медаль при помощи ушка и кольца соединяется с пятиугольной колодкой, обтянутой шелковой муаровой лентой голубого цвета шириной 24 мм, по центру которой проходит полоса белого цвета шириной 4 мм, окаймленная двумя полосками оранжевого цвета шириной 2 мм. Колодка с медалью при помощи булавки крепится к одежде.